# St. Johannis (Oeslau)

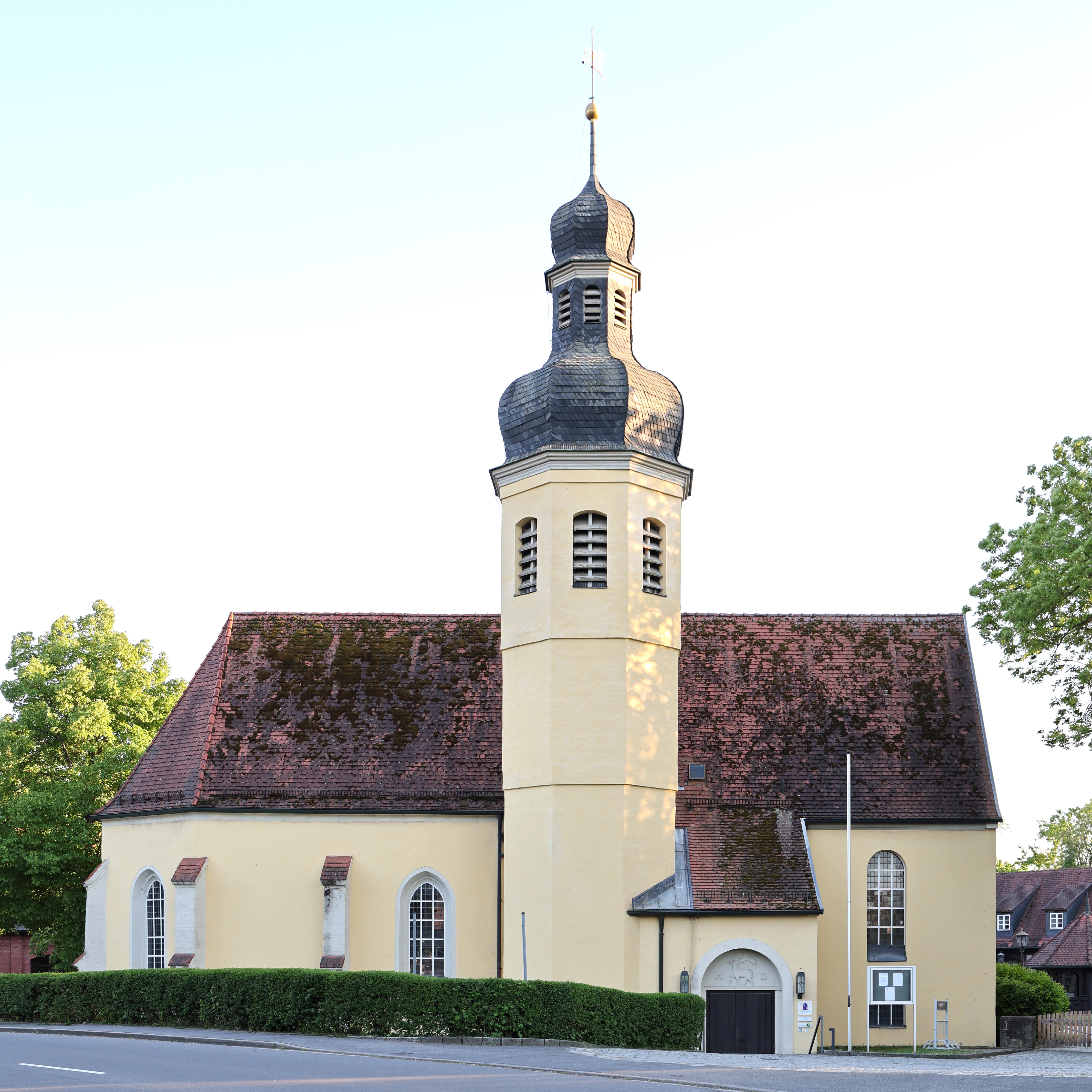
St. Johannis in Oeslau

Die evangelisch-lutherische Kirche St. Johannis im oberfränkischen Oeslau, einem Gemeindeteil von Rödental im Landkreis Coburg, stammt in ihrem Kern aus dem 16. Jahrhundert. Es ist eine Radwegekirche am Radweg Eiserner Vorhang.

## Geschichte
Eine Kapelle für eine Wasserburg wird für das 14. Jahrhundert vermutet. Sie wurde Anfang des 16. Jahrhunderts durch einen Neubau ersetzt, wie die Jahreszahl 1517 und ein Steinmetzzeichen an dem einst über dem Westportal angebrachten Schlussstein, heute im Untergeschoss des Turmes, belegen. Die spätgotische Kirche, die ein Teil des Wasserschlosses Oeslau war, ließ wohl Heinz von Rosenau errichten, dessen Wappen an den beiden nördlichen Strebepfeilern des Chores vorhanden sind. Aus dieser Zeit stammt das Chorgewölbe.
Oeslau gehörte anfangs zum Fechheimer Kirchsprengel und war ab 1535 Filialgemeinde von Einberg.

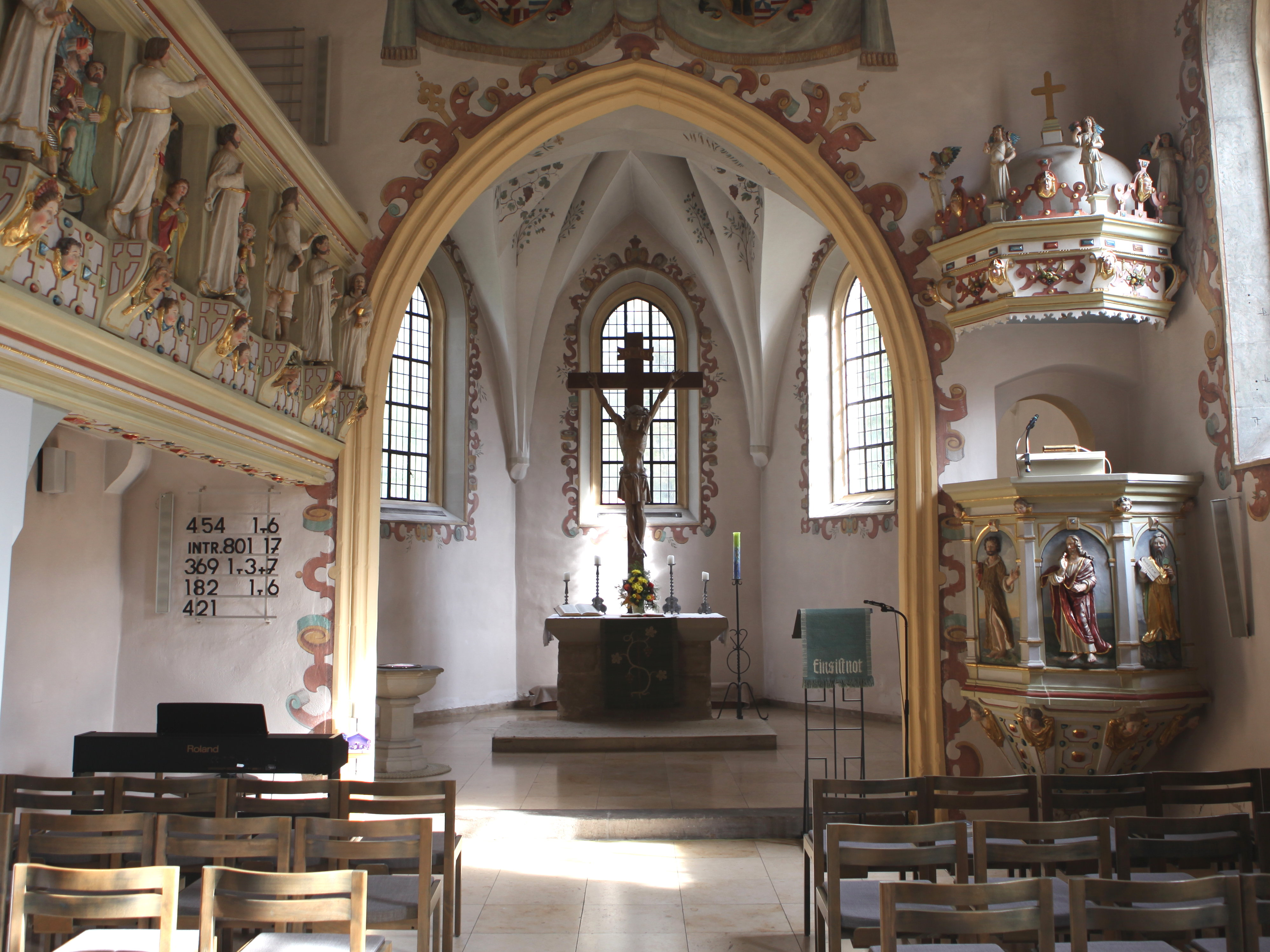
Chorraum

Nachdem im Jahr 1600 Herzog Johann Casimir das Wasserschloss erworben hatte, ließ er 1603/04 das Gotteshaus als Hofkirche umbauen und den Altarraum mit Malereien versehen. Im Langhaus wurde an Stelle eines gotischen Gewölbes eine Flachdecke im Stil der Spätrenaissance, reich figuriert mit Stuckreliefs und Malereien eingezogen und an der Nord- und Westwand eine zweigeschossige Empore eingebaut, deren Brüstungen ebenfalls bunte Stuckreliefs verzierten. Außerdem entstanden zwei Anbauten, einer für die Herrscherloge und einer mit der Sakristei und einem Treppenhaus. Den Abschluss der Bauarbeiten bildete 1610 ein angefügter Kirchturm.
Königin Victoria von England veranlasste 1863 eine Sanierung des Gotteshauses in der Nähe von Schloss Rosenau auf eigene Kosten. Der Innenraum wurde in Weiß und Gold bemalt. Eine weitere Renovierung ließ Herzog Alfred (Sachsen-Coburg und Gotha) 1889 durchführen. Die Kirche, die damals der Domäne gehörte, wurde nach dem Ende der Reparaturen am 25. August 1889 neu eingeweiht. Aus diesem Anlass verfasste der damalige Bahnhofsinspektor Friedrich (Fritz) von Kawaczynski, der eine dichterische Ader besaß, die er von seinem Coburger Vater, dem herzoglichen Rat Friedrich Wilhelm von Kawaczynski, geerbt hatte, ein Dankgedicht auf Gott und den amtierenden Herzog. Inspektor Kawaczynski hatte einige Jahre zuvor bei einer Fahnenweihe in Oeslau durch Pfarrer Heinrich Michael Wittmann (1874–1898) aus Einberg einen „selbstverfassten poetischen Gruß“ vorgetragen und wurde dabei von „Fräulein Kawaczynski“ als „Festjungfrau“ mit ihrem Vortrag eines „Sinnspruchs“ unterstützt.
1891 wurden in der Kirche die beiden Töchter Marie und Victoria Melitta konfirmiert.
Im Jahr 1950 wurde Oeslau selbständige Pfarrei. Zum Kirchsprengel gehören auch Unterwohlsbach und Oberwohlsbach. 1953 erwarb die Gemeinde vom Freistaat Bayern die Kirche für 768 Deutsche Mark, die in der Folge weitreichend umgebaut wurde. Nach einem Entwurf von Reinhard Claaßen wurden unter Mitwirkung des Architekten Kurt Günther der im Westen stehende Kirchturm durch einen Anbau mit etwa der Länge des alten Kirchenschiffes ersetzt. Ein neuer Kirchturm entstand an der Nordseite am Übergang zwischen den beiden Bauabschnitten des Langhauses. Er hatte die gleiche Form wie der alte Kirchturm, war jedoch etwas höher. Die eingeschossige Herrschaftsempore im Chor wurde entfernt und die zweigeschossigen Emporen an der West- und Nordseite des Langhauses wurden durch eingeschossige Emporen ersetzt. 1974 erfolgte eine weitere Renovierung mit einer farblichen Wiederherstellung der Empore, der Kanzel und des Stucks sowie mit Stuhlreihen an Stelle von Kirchenbänken.

## Baubeschreibung
Die Kirche steht in Ortsmitte an der Röden neben der ehemaligen Domäne. Sie hat ein Satteldach, das am Chorpolygon abgewalmt ist. Den Chor mit Schluss- und Langjoch markieren außen Strebepfeiler, innen überspannt den 6,5 Meter langen und 6,5 Meter breiten Raum ein spätgotisches Zellengewölbe, das mit einem Herbarium bemalt ist, welches das Heilmysterium des Erlösers andeutet. An der Nordost-, Ost- und Südostseite ist jeweils ein spitzbogiges, mittelgroßes Fenster vorhanden. An der nördlichen, fensterlosen Chorwand stand ursprünglich der Anbau für die Herrscherloge. Ein spätgotisches Sandsteinepitaph eines Rosenauers steht an der nördlichen Westwand des Chores. Davor befindet sich eine kleine Gruft, die durch eine Steinplatte mit dem Wappen der Familie von Rosenau verschlossen ist.

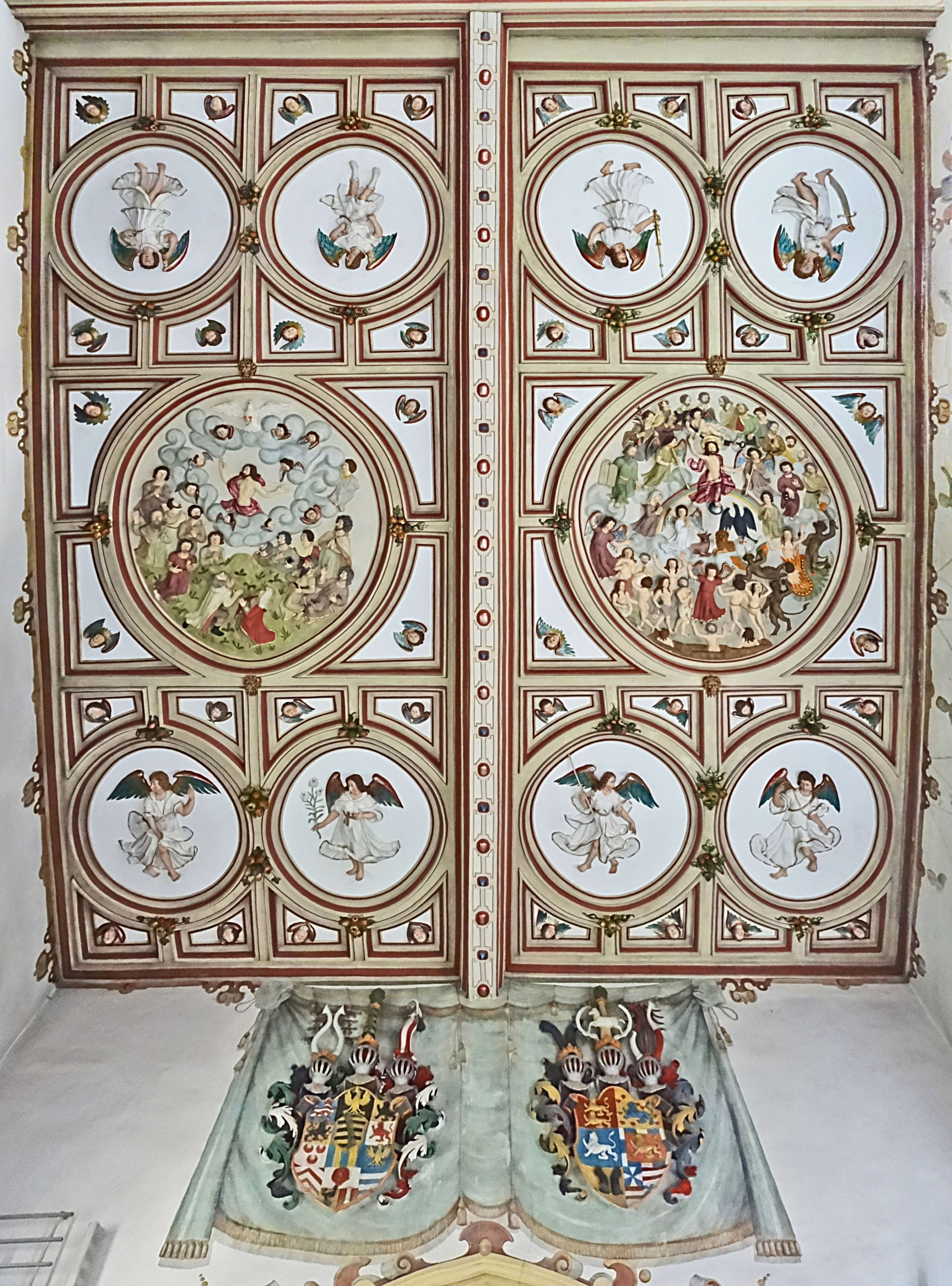
Kassettendecke

Ein mehrfach profilierter, spitzbogiger Triumphbogen, mit Ornamentmalerei im Florisstil und den beiden Wappen von Herzog Johann Casimir von Sachsen-Coburg sowie seiner zweiten Frau Margareta von Braunschweig-Lüneburg-Celle verziert, trennt den Altarraum vom Langhaus.

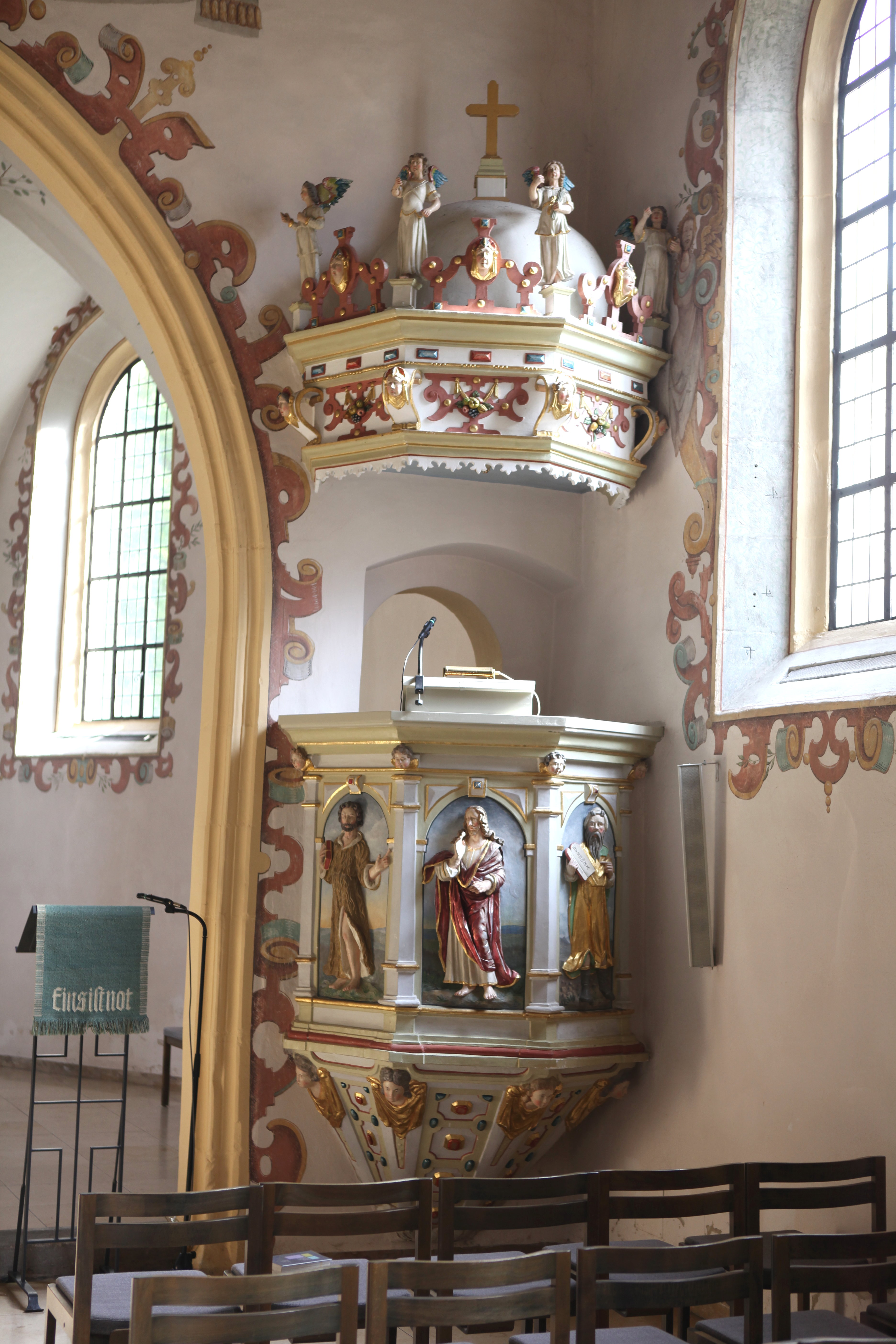
Kanzel

Das im Grundriss rechteckige Langhaus war vor dem Umbau in den 1950er Jahren 8,0 Meter lang. Seitdem ist es 17,2 Meter lang und 6,6 Meter breit, bzw. 7,6 Meter mit dem Anbau. Im Bereich des alten Kirchenschiffes überspannt eine bunt figurierte Kassettendecke, durch einen Längsbalken symmetrisch geteilt, den Innenraum. Zwei große längsovale Darstellungen zeigen Christi Himmelfahrt und seine Wiederkunft zum Gericht am Jüngsten Tag. Zusätzlich sind acht kleinere ovale Bilder mit jeweils einer Engelsgestalt, darunter die vier Erzengel, angebracht. An der Südwand verläuft unterhalb der Decke ein Figurenfries.
Eine eingeschossige, mit farbigen gefassten Stuckreliefs an der Brüstung geschmückte Empore auf der Nord- und Westseite prägt den Raum. Der Bildreihe mit 18 Szenen beginnt im Uhrzeigersinn im Südwesten mit der Verkündigung Mariens über ausgewählte Stationen des Erdenwirkens Jesu bis zur Passion, zum Tod und zur Auferstehung. Zwischen den Brüstungsfeldern befinden sich auf Konsolen, an denen Köpfe von Frauen, Narren und Löwen mit phantastischen Fratzen angebracht sind, weißgewandete Propheten und Apostel. Unter der Westempore stehen sieben weitere Reliefs, für die bei dem Umbau von der zweigeschossigen zur eingeschossigen Empore keine Brüstungsfelder mehr vorhanden waren.
Die Kanzel südlich vom Chorbogen gleicht im Stil den Emporenfeldern und der Decke. In den Nischen der polygonalen Brüstung stehen drei Figuren, mittig Christus, segnend und predigend, flankiert von Mose, der auf die Gesetzestafeln in seiner Rechten deutet, und Johannes dem Täufer, dem Namensgeber der Kirche.
Der massive Kirchturm ist im Grundriss achteckig und hat eine Welsche Haube mit Laterne. Er ist mit der Vorhalle des Hauptportals verbunden, das im Tympanon das Lamm von Edmund Meusel zeigt.

## Orgel
1838 erhielt die Kirche eine kleine Orgel, die aus Privatbesitz erworben wurde. Ende der 1860er Jahre schenkten der Herzog von Edinburgh und seine Gemahlin der Kirche ein zweimanualiges Harmonium. Nach der Kirchenerweiterung 1953/54 baute die Orgelbaufirma Steinmeyer aus Oettingen eine neue Orgel auf der Westempore mit 17 Registern, zwei Manualen und Pedal sowie 952 Orgelpfeifen. Der Freipfeifenprospekt hat eine niedrige Mitte und turmartige Seitenteile auf geschwungenem Grundriss.

## Glocken
Das Geläut besteht aus drei Glocken. Es entstand 1962 zur 800-Jahr-Feier Oeslaus aus dem Umguss von zwei bereits vorhandenen Glocken und dem Guss einer größeren Glocke. Die kleine Glocke war erstmals 1916 gegossen und die mittlere zuletzt 1863 umgegossen worden. Die große Glocke ist dem Gedächtnis an die Gefallenen und Vermissten der beiden Kriege gewidmet.